# Sengzhao
Sengzhao (僧肇; ur. 374, zm. 414; kor. Sŭngjo; jap. Sōjō; wiet. Tăng Triệu) – wczesny chiński buddysta, propagator madhjamiki, uczeń Kumaradżiwy.

## Życiorys
Sengzhao urodził się w okolicy Chang’anu. Pochodził z bardzo biednej rodziny nazwiskiem Zhang (张). Pracował jako kopista, co pozwalało mu na czytanie świeckiej literatury.
Początkowo był bardzo zainteresowany neotaoizmem, jednak nie zadowalał go on całkowicie. Po przeczytaniu Sutry Wimalakirtiego został buddystą. Wkrótce został także mnichem.
Jeszcze zanim stał się dojrzałym mężczyzną osiągnął sławę w Chang’anie, ale równocześnie natrafił na zawiść, gdyż okazał się niezwykle rozlegle wykształconym człowiekiem i mistrzem w dyskusjach.
Został uczniem Kumaradżiwy, gdy ten przebywał jeszcze w Guzangu. Gdy w 401 r. Kumaradżiwa udał się do Chang’anu, Sengzhao towarzyszył mu.
Został wyznaczony przez Yao Xinga na asystenta Kumaradżiwy w jego tłumaczeniach. Dało mu to okazję do nauczenia się interpretacji nauk madhjamiki przez Kumaradżiwę. 
Po przetłumaczeniu Pañcavimśati (403-404), Sengzhao napisał esej w nieco ponad 2000 znaków, zatytułowany Prajñā nie jest wiedzą (część III Zhao lun 肇論), który został bardzo wysoko oceniony przez nauczyciela. W 408 r. Daosheng pokazał ten esej Liu Yiminowi, który po pochwałach przekazał go Huiyuanowi. Huiyuan nie dość, że esej pochwalił, to kolportował go na górze Lu.
Wkrótce powstały inne ważne prace Sengzhao.
Gdy Kumaradżiwa zmarł w 413 r. Sengzhao napisał jego nekrolog. Jednak sam zmarł w następnym roku, w młodym wieku, dożywszy zaledwie do 40.

## Znaczenie Sengzhao
Sengzhao był główną postacią w przekazywaniu nauk Kumaradżiwy w Chinach. Zawdzięczać to można jego wrodzonej inteligencji oraz temu, że spotkał Kumaradżiwę w bardzo młodym wieku. Już samo to, że wybrał się do Guzangu pomimo bardzo trudnych relacji politycznych pomiędzy państwem Qin i Późniejszym Liang, świadczy o jego determinacji i odwadze.
Sengzhao napisał wstępy do niektórych z najważniejszych tłumaczeń Kumaradżiwy. Napisał także eseje, które zostały wysoko ocenione przez współczesnych, m.in. Huiyuana, ale zostały także przekazane następnym pokoleniom. Odegrały one kluczową rolę w kształtowaniu się w VI w. myśli nowej szkoły Trzech Traktatów (chiń. Sanlun zong), czyli chińskiej madhjamiki. Eseje te są także największym zbiorem prac związanych z myślą wczesnej chińskiej madhjamiki, które przetrwały do dziś. Sławę zawdzięczał głównie trzem swoim traktatom: Niezmienność rzeczy, Pustka nierzeczywistego i Pradźnia nie jest wiedzą.
Podążając za naukami madhjamiki ("środkowej drogi") Sengzhao doprowadził do syntezy dwóch przeciwstawnych do tej pory w chińskiej myśli pojęć. "Ti" (noumen, substancja, jedność) oraz "yong" (fenomen, funkcja, kształt itd.); jako leżące na dwóch przeciwnych ekstremach, zostały w duchu "środkowej drogi" utożsamione. Jego zdaniem noumen i fenomen są nierozdzielne.

## Prace literackie
Teksty znajdujące się w kanonie buddyjskim. T – numer katalogowy tekstu w Taishō shinshū daizōkyō, Tokio 1924-1934
- Prajñā nie jest wiedzą (般若無知論; III część Zhao lun) pom. 404 a 408 r. T 1858
- Pustość nieabsolutu (不真空論; II część Zhao lun) po 408 r. T 1858
- Rzeczy się nie zmieniają (物不遷論; I część Zhao lun) nap. najpewniej po części II. T 1858
- Nirvāna nie ma nazwy (涅槃無名論; IV część Zhao lun), nap. pom. 4 mies. 413 r. a śmiercią Senzhao. T 1858
- Korespondencja z Liu Yiminem (w nowym wydaniu Zhao lun) 410 r.
- Wstępny rozdział do "Zhao lun" prawdopodobnie jest to jednak praca edytora komiplującego Zhao lun.
- Komentarz do "Sutry Wimalakirtiego" pom. 406 a 410 r. T 1775
- Nekrolog Kumaradżiwy 413 lub 414 r.
- Wstęp do "Sutry Wimalakirtiego" 406 r.
- Wstęp do "Śata śastra" 404 r.
- Wstęp do "Brahmajāla sūtra" T 1484
- Wstęp do "Dīrghāgama" 413 r.
- Epilog do "Saddharmapuṇḍarīka" T 2068
- Traktat magazynu klejnotu (Baozang lun) T 1857